# Midsommar. W biały dzień
Midsommar. W biały dzień (ang. Midsommar) – amerykańsko-szwedzki horror z 2019 roku w reżyserii Ariego Astera, wyprodukowany przez wytwórnie Square Peg i B-Reel Films. Główne role w filmie zagrali Florence Pugh, Jack Reynor, William Jackson Harper, Vilhelm Blomgren i Will Poulter.
Film powstał w koprodukcji między Stanami Zjednoczonymi a Szwecją. Zdjęcia do filmu były realizowane w Budapeszcie latem i jesienią 2018 roku.
Premiera filmu odbyła się 3 lipca 2019 w Stanach Zjednoczonych oraz 10 lipca 2019 w Szwecji. W Polsce premiera filmu odbyła się 5 lipca 2019 roku.

## Fabuła
Dani i Christian to para młodych Amerykanów, którzy się nie dogadują. W życiu Dani wydarza się nieoczekiwana tragedia rodzinna. Christian, mając poczucie winy, postanawia zaprosić ją na letni wyjazd wraz z nim i jego przyjaciółmi do północnej Skandynawii. Tematem przewodnim podróży jest festiwal skandynawskiej ludności odbywający się raz na 90 lat. Panujące tam pogańskie obyczaje są wstrząsające dla amerykańskich turystów.

## Obsada
- Florence Pugh jako Dani Ardor
- Jack Reynor jako Christian Hughes
- William Jackson Harper jako Josh
- Vilhelm Blomgren jako Pelle
- Will Poulter jako Mark
- Ellora Torchia jako Connie
- Archie Madekwe jako Simon
- Björn Andrésen jako Dan
- Anna Åström jako Karin
- Mats Blomgren jako Odd
- Lars Väringer jako Sten
- Tomas Engström jako Jarl
- Gunnel Fred jako Siv
- Isabelle Grill jako Maja
- Hampus Hallberg jako Ingemar
- Rebecka Johnston jako Ulrika
- Anki Larsson jako Irma
- Liv Mjönes jako Ulla
- Henrik Norlén jako Ulf
- Louise Peterhoff jako Hanna
- Julia Ragnarsson jako Inga
- Agnes Westerlund Rase jako Dagny

## Odbiór

### Box office
Z dniem 29 sierpnia 2019 film Midsommar. W biały dzień zarobił 26,1 mln USD w Stanach Zjednoczonych i Kanadzie oraz 8,6 mln w innych terytoriach, łącznie na całym świecie 34,7 mln.

### Krytyka w mediach
Film Midsommar. W biały dzień spotkał się z pozytywnym przyjęciem wśród krytyków. W serwisie Rotten Tomatoes 83% recenzji jest pozytywne, a średnia ocen wyniosła 7,51 na 10. Na portalu Metacritic średnia ocen wyniosła 72 punkty na 100.
W Polsce film spotkał się z pozytywnym przyjęciem wśród krytyków, chwalona była reżyseria Ariego Astera oraz występ Florence Pugh.